# میثاق‌های حسابداری
میثاق‌های حسابداری یا اصول محدودکننده حسابداری قراردادهایی مفهومی هستند که بر اعمال اصول حسابداری پذیرفته همگانی، استانداردهای حسابداری، و روش‌های حسابداری تأثیر می‌گذارند.

## اصول محدودکننده حسابداری ( restrictive accounting principles)
1. فزونی منافع بر مخارج (Cost-benefit Constraint)
2. اهمیت (Materiality)
3. خصوصیات صنعت (Industry Peculiaritie)
4. محافظه کاری (Conservatism)

## فزونی منافع بر مخارج
تهیه اطلاعات حسابداری باید توجیه اقتصادی داشته باشد. بر اساس این اصل، در صورتی که هزینه تهیه اطلاعات حسابداری از منافع حاصل از آنها بیشتر باشد، گزارشگری اطلاعات مذکور مقرون به صرفه نیستند، به همین خاطر فرد می‌تواند آنها را ارائه ندهد. برای نمونه گزارش کامل بدهکاران بیمه نمونه ای از بکارگیری اصل فزونی منافع بر مخارج است، چرا که این گزارش علی رغم ارائه اطلاعات بسیار جامع در خصوص بدهکاران شرکت بیمه، به دلیل حجم بالای گردش این حساب و مخارج بالای تهیه آن، گزارش کامل اطلاعات آن مقرون به صرفه نخواهد بود. در واقع مبنای این اصل این است که، قبل از انجام هر کاری باید منافع و هزینه های مرتبط با آن را کاملاً شناسایی کرد و تنها در صورتی که سود حاصل از آن ها نسبت به هزینه ها بیشتر باشد، اقدام به تهیه آن ها کرد.

## اهمیت
واحدهای اقتصادی مجازند در خصوص اقلامی که با توجه به وضعیت، محیط و عملکرد واحد از جهت ارزش، ناچیز و کم اهمیت می‌باشند از بکار گرفتن روش‌های صحیح تئوریک اجتناب نموده  و به جای آن از روشهایی استفاده کنند که کم هزینه تر، عملی تر و راحت‌تر باشد. بر اساس این میثاق در حسابداری، مبالغ اعداد و یا اقلامی که با توجه به وضعیت کلی یک مجموعه، میزان گردش مالی آن و محیطی که در آن به فعالیت می پردازد، کم ارزش و جزئی شناخته شوند، می توان از اعمال اصول حسابداری در مورد آن ها چشم پوشی کرد. البته این نکته را باید متذکر شد که این اصل در میثاق های حسابداری هرگز به این معنا نخواهد بود که اقلام با ارزش پایین را به هیچ وجه نباید به حساب آورد و ثبت کرد، بلکه می‌توان برای آنها از محاسبه استهلاک با توجه به عمر مفید بیش از یک سال چشم پوشی کرد و آن را به حساب هزینه ها منظور نمود. برای روشن شدن موضوع در این باره سعی خواهیم کرد تا توجه شما را به دو مثال جلب کنیم.
خرید یک خودنویس را در نظر بگیرید که با آن می توان دفاتر مختلف شرکت را نوشت، اگرچه این لوازم التحریر خود به تنهایی در زمره دارایی های شرکت می باشد و عمر مفید آن نیز ممکن است بیش از یک سال باشد، ولی می‌توان با تقسیم بهای تمام شده آن به طول عمر مفید، کل هزینه خرید آن را به حساب همان دوره مالی منظور نمود. یا برای مثال کسری میزان دو تن در انبار نگهداری کیسه های سیمان که در طی یک سال مالی بیش از دو هزار تن سیمان به آن وارد می شود بسیار ناچیز و بی اهمیت تلقی می شود، چرا که ممکن است باسکول اختلافاتی را در میزان اندازه گیری داشته باشد و در نهایت آن ها با یکدیگر جمع شده و این مقدار کسری را ایجاد کرده باشند. البته همین مقدار کسری برای انباری که میزان ورود و خروج اجناس به آن به ۵۰ تن می‌رسد با اهمیت تلقی می شود و باید اختلافات گزارش شده مورد پیگیری قرار گیرند.

## خصوصیات صنعت
در صنایع مختلف با توجه به ویژگی‌ها  و خصوصیات خاص آن صنعت می‌توان اقدام به تعدیل و یا اصلاح روشهای حسابداری نموده یا از روشهای جدیدی استفاده کرد به شرط آنکه اثبات گردد روشهای اصلاح شده یا جدید، اطلاعات سودمندتری نسبت به روش‌های پذیرفته شده حسابداری ارائه نموده یا جهت جلوگیری از نتیجه گیریهای گمراه‌کننده، ضروری می‌باشد. هر صنعت ویژگی ها و خصوصیات منحصر به فردی را دارد که تنها مختص خود بوده و با سایر صنایع مشترک نیست، درنتیجه برای این که گزارشهای مالی در هر صنعت مفید تر باشد باید از روشهای خاص حسابداری مخصوص به آن صنعت به منظور مدیریت حسابهای آنها توسط شرکتهای حسابداری یا حسابداران استفاده کرد. در واقع این اصول تنها برای این بخش ها کاربردی خواهند بود و به کارگیری آنها در سایر صنایع منجر به ارائه اطلاعاتی کاملاً گمراه کننده خواهد شد. بعبارتی می‌توان گفت تنها ویژگی‌های این صنایع هستند که اعمال استثناء در بکارگیری اصول حسابداری را کاملاً توجیه پذیر می کنند. بعنوان مثال می‌توانیم به صنعت بیمه اشاره کنیم، قطعاً نحوه گزارشگری مالی در صنعت بیمه و یا رسیدگی به امور مالی آنها متفاوت از کارخانه تولید قند و شکر خواهد بود در نتیجه باید برای هر کدام از آنها از روشهای جداگانه حسابداری استفاده کرد.

## محافظه کاری یا احتیاط
واحدهای تجاری نباید از روشهایی استفاده نمایند که آن روش‌ها درآمدها و داراییها را بیش از واقع و هزینه‌ها و بدهیها را کمتر از واقع نمایش دهد. به عنوان مثال، قاعده اقل بهای تمام شده یا قیمت بازار از بکار گرفتن اصل محافظه کاری ناشی می‌شود. به بیان ساده تر این اصل از میثاق های حسابداری بر این موضوع تأکید دارد که هنگام وجود ابهام و در زمان پیش بینی ها باید با حفظ احتیاط و محافظه کاری، درآمد ها را کمتر از میزان واقعی آن و مخارج بدهی‌ها را بیشتر از مقدار مورد انتظار در نظر گرفت، چراکه در این زمان ثبت های حسابداری باید کمترین تأثیر خود را روی درآمدها داشته و اثر اصلی را بر روی هزینه ها ایجاد کنند تا از ارائه سودهای غیرواقعی جلوگیری به عمل آید. بعبارت دیگر می‌توان گفت که باید درآمدها را با احتیاط بیشتری نسبت به هزینه ها ثبت نمود و دقت بیشتری را برای شناسایی و تخمین آن ها بخرج داد.تمام